# Тихончук, Роман Георгиевич
Роман Георгиевич Тихончук (укр. Роман Георгійович Тихончук; род. 24 мая 1977, Симферополь) — украинский и российский политик, предприниматель. Глава администрации Евпатории в 2019—2022 годах. Член партии «Единая Россия», ранее являлся членом партии «Сильная Украина». Кандидат наук государственного управления (2016).

## Биография

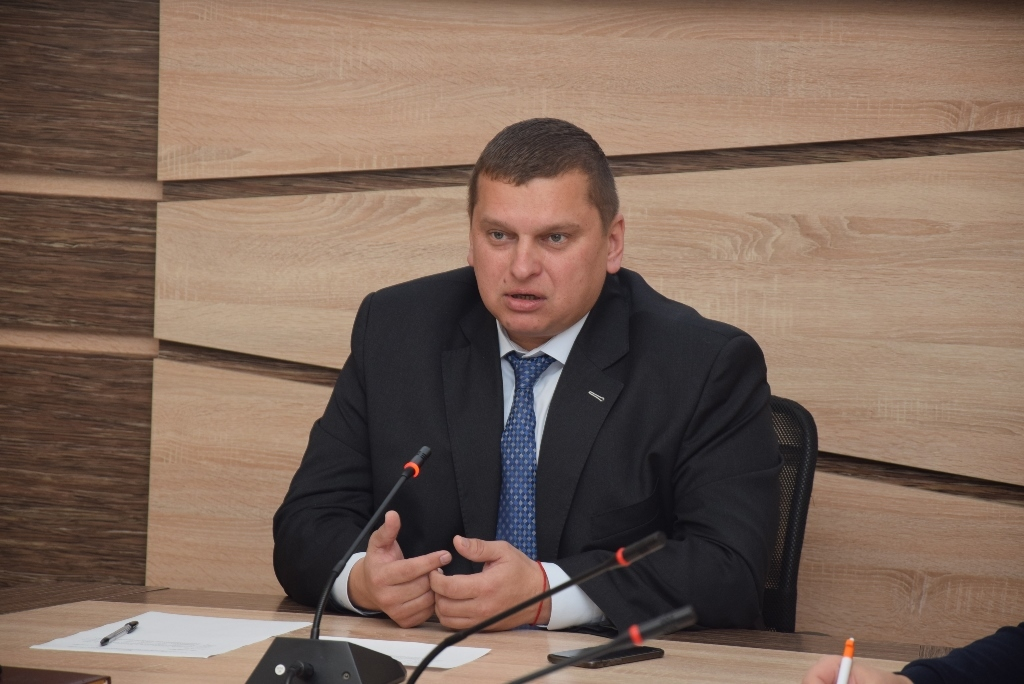
Тихончук в 2019 году

Родился 24 мая 1977 года в Симферополе в семье врачей. Отец — Георгий (Юрий) Григорьевич Тихончук, врач-физиотерапевт, заслуженный врач Украины и Автономной Республики Крым, руководил детским санаторием «Здравница» в Евпатории. Мать — Тамара Николаевна Тихончук, детский врач-гинеколог, заслуженный врач АР Крым, заведовала отделением матери и ребёнка санатория «Здравница». Роман окончил Евпаторийскую общеобразовательную школу № 11 и Симферопольский технический лицей № 1 при Крымском институте природоохранного и курортного строительства.
В 1994 году поступил на факультет экономики в Крымского института природоохранного и курортного строительства по специальности «менеджмент в непроизводственной сфере», который окончил в 1999 году. С 1999 по 2000 год — проходил службу в подразделении военной контрразведки Службы безопасности Украины. В 2001 году получил регистрационное свидетельство на торгово-посредническую деятельность и занялся поставкой продуктов питания в санатории. В 2003 году зарегистрировал торгово-посредническое предприятие «Сталкер», став его директором. «Сталкер» оказывал услуги по хранению и перевозке товаров для различных предприятий северо-западного Крыма.
С 2002 по 2010 год являлся депутатом Заозёрненского поселкового совета, где был председателем постоянно действующей комиссии по вопросам бюджета и финансов. В 2003 году окончил Харьковский национальный университет внутренних дел по специальности «правоведение». В 2006 году по специальности «государственное управление» окончил Одесский региональный институт государственного управления Национальной академии государственного управления. В 2006 году баллотировался в Верховную раду по спискам блока беспартийных «Солнце».
В 2010 году был избран депутатом Евпаторийского городского совета VI созыва. Член партии «Сильная Украина». Являлся членом комиссии по вопросам экономической и регуляторной политики, содействия предпринимательству и защиты прав потребителей. В 2013 году в Одесском региональном институте государственного управления Национальной академии государственного управления при Президенте Украины получил квалификацию магистра государственного управления, в 2016 году там же — степень кандидата наук государственного управления (тема диссертации: «Государственно-правовое регулирование акционерной формы хозяйствования»).
После аннексии Крыма Россией в 2014 году стал генеральным директором предприятия «Сталкер Трэйд». Вступил в партию «Единая Россия». Являлся секретарём евпаторийского отделения партии. На выборах в 2014 году стал депутатом Евпаторийского городского совета. В горсовете руководил депутатской фракцией «Единая Россия» и являлся председателем комитета по вопросам курорта, туризма, культуры, молодёжной политики и спорта. По итогам 2016 года Тихончук отчитался о доходе в 82 миллиона рублей, став самым состоятельным депутатом горсовета.
После ареста главы администрации Евпатории Андрея Филонова в апреле 2019 года, Тихончук стал работать на вакантной должности в качестве исполняющего обязанности. 28 октября депутаты городского совета Евпатории, после победы Тихончука в муниципальном конкурсе на занятие должности главы администрации города, поддержали его кандидатуру. Поддерживал общероссийское голосование по поправкам к Конституции России.
30 сентября 2021 года глава Республики Крым объявил Тихончуку выговор «за срыв сроков строительства объектов благоустройства города». 5 октября 2021 года некоторые СМИ заявили о задержании главы администрации Евпатории правоохранительными органами по трём статьям УК РФ — организация преступного сообщества, злоупотребление полномочиями и мошенничество. Однако через некоторое время эти сведения были опровергнуты: Тихончук проходит в деле как свидетель, а задержана председатель евпаторийского горсовета Олеся Харитоненко.
1 февраля 2022 года после встречи с главой Республики Крым ушёл в отставку.
С 12 сентября 2024 года — председатель Комитета Государственного Совета Республики Крым по курортам и туризму.

## Футбольная деятельность
В 2000 году основал в Заозёрном футбольный клуб «Сталкер», выступавший в чемпионате Крыма. В 2013 году возглавил Федерацию футбола Евпатории. В 2015 году стал основателем и президентом футбольного клуба «Евпатория». В 2018 году, после того, как его компания «Сталкер» перестала финансировать «Евпаторию», Тихончук покинул пост президента.

## Награды и звания
- Заслуженный экономист Автономной Республики Крым (17 октября 2013)[23]
- Благодарность Главы Республики Крым (5 июня 2020)[24]

## Семья
Женат. Сын — Глеб Романович Тихончук.

## Научные публикации
- Управление проектами инновационного развития куруротного района // Россия и регионы мира: воплощение идей и экономика возможностей : Материалы XI Евразийского экономического форума молодежи. Екатеринбург, 2021. — Екатеринбург : Издательство Уральского государственного экономического университета, 2021. — Т. 1. — С. 115—121. — 124 с.
- Нормативно-правове регулювання акціонерної форми господарювання :  [укр.] // Актуальні проблеми державного управління. — 2014. — Вып. 2. — С. 162—165.
- Сущность акционерной формы хозяйствования // Вестник Академии права и управления. — 2013. — № 31. — С. 184—189. — ISSN 2074-9201.
- Сутність акціонерної форми господарювання :  [укр.] // Актуальні проблеми державного управління. — 2013. — Вып. 1. — С. 38—41.
- Удосконалення державно-правового регулювання акціонерної форми господарювання :  [укр.] // Актуальні проблеми державного управління. — 2013. — Вып. 4. — С. 130—133.
- Управління акціонерним товариством за рубежем :  [укр.] // Актуальні проблеми державного управління. — 2010. — Вып. 2. — С. 67—70.